# Saillat-sur-Vienne
Saillat-sur-Vienne település Franciaországban, Haute-Vienne megyében. Lakosainak száma 826 fő (2022. január 1.). Saillat-sur-Vienne Chassenon, Étagnac, Chaillac-sur-Vienne, Rochechouart és Saint-Junien községekkel határos.

## Népesség
A település népessége az elmúlt években az alábbi módon változott:
| Lakosok száma | 849  | 844  | 850  | 832  | 825  | 812  | 799  | 813  | 826  |
|               | 2013 | 2015 | 2016 | 2017 | 2018 | 2019 | 2020 | 2021 | 2022 |